# Dopravní hřiště

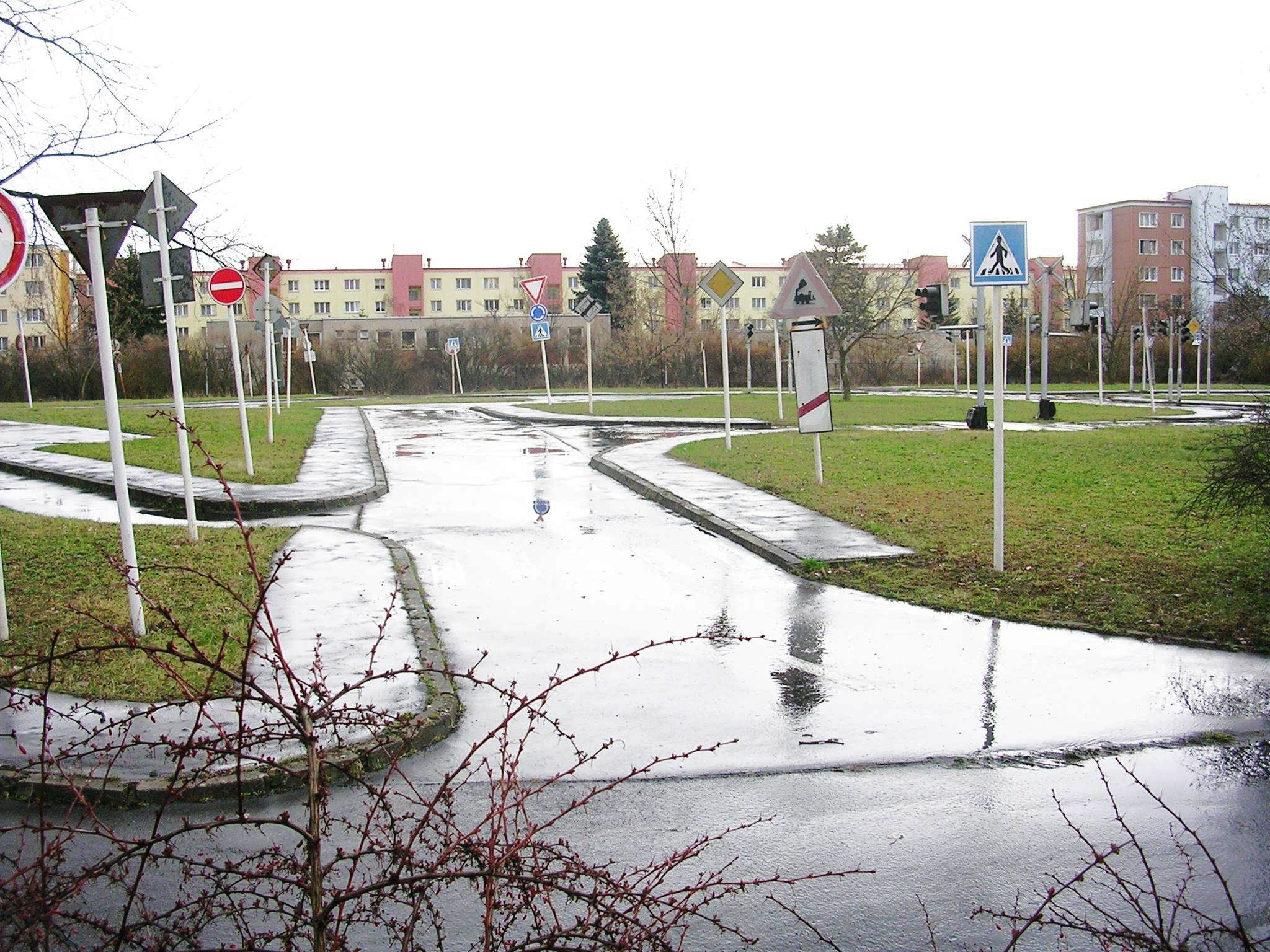
Dopravní hřiště, Praha-Zahradní Město

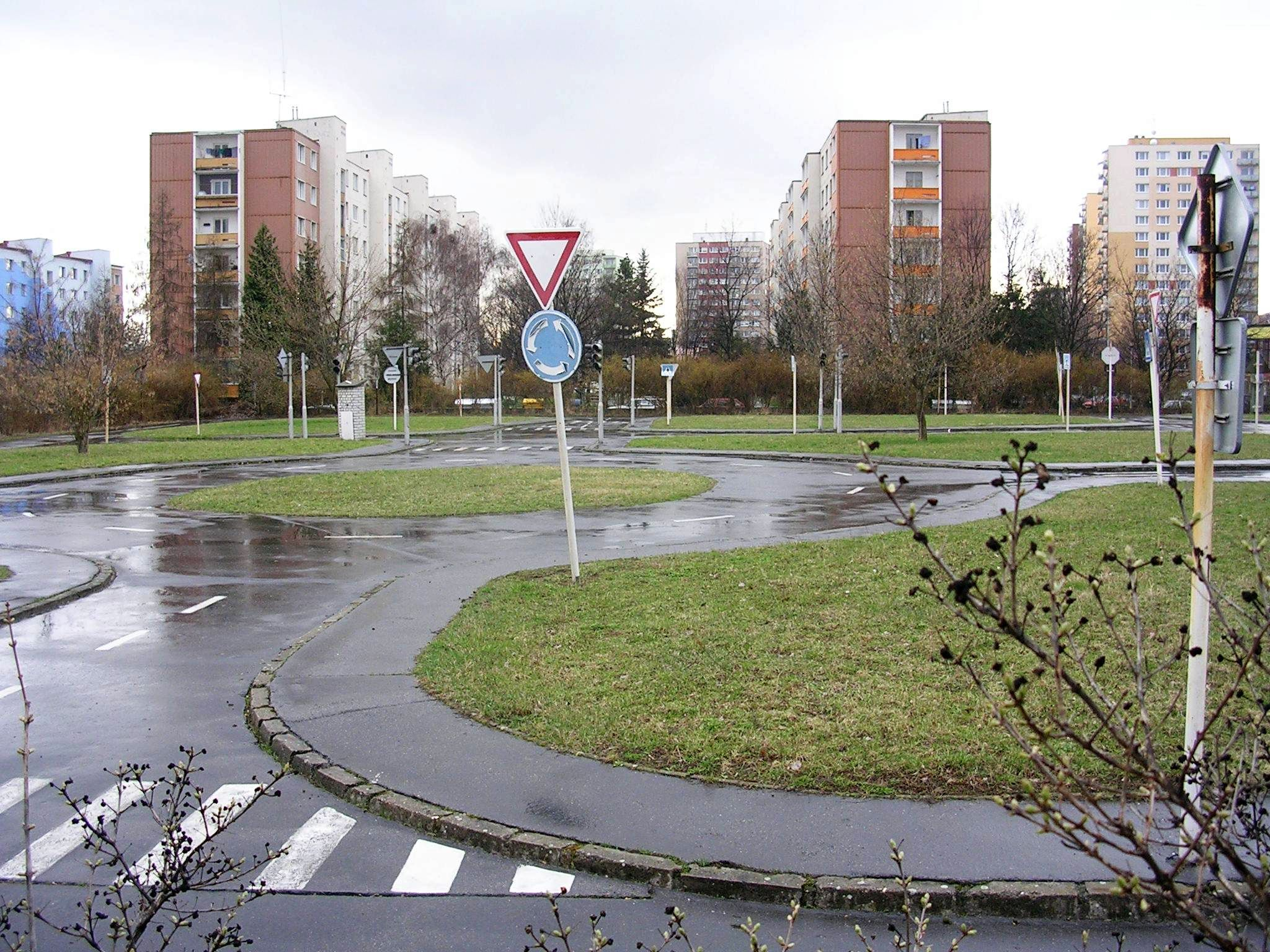
Dopravní hřiště, Praha-Zahradní Město

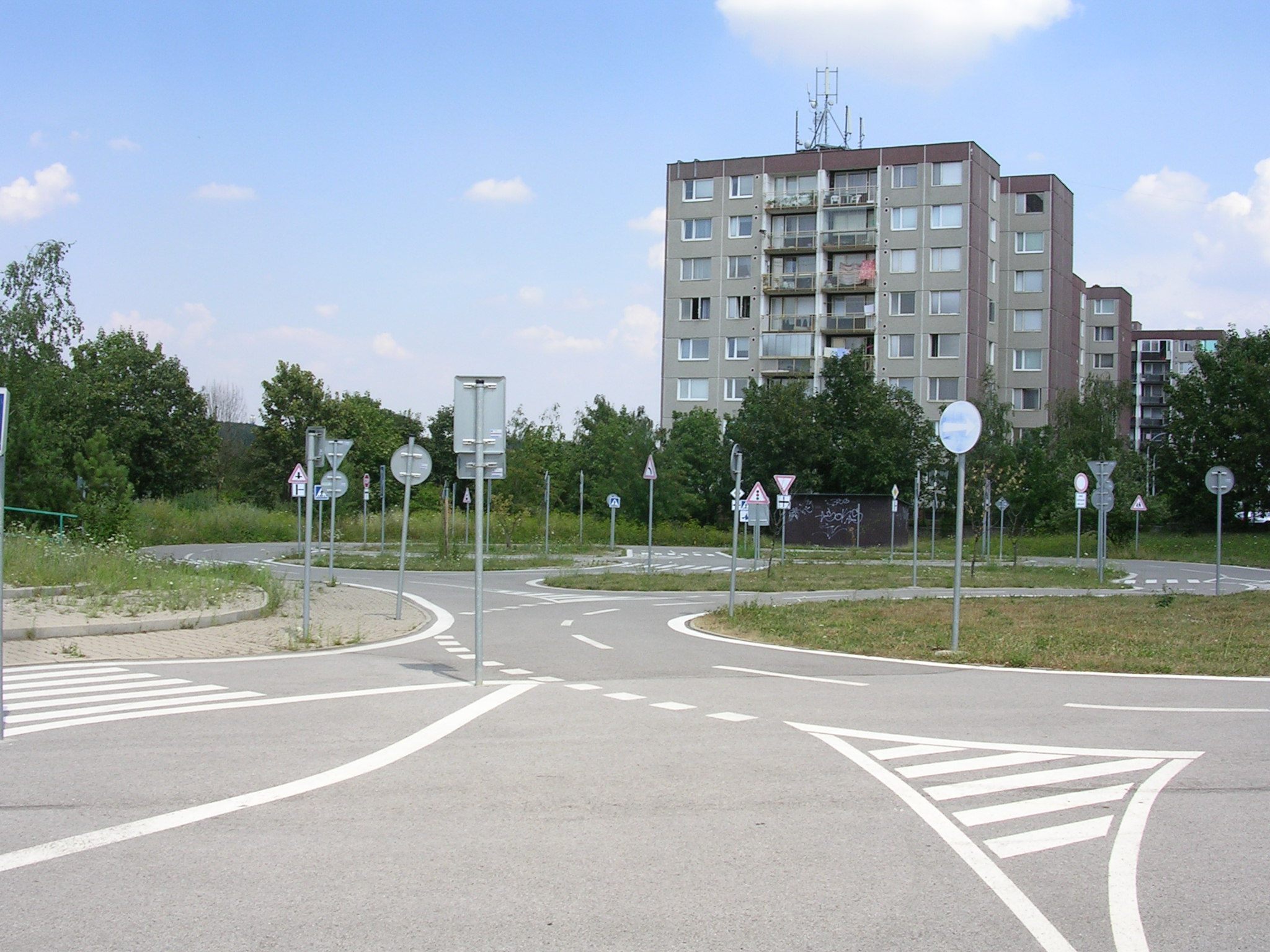
Dopravní hřiště, Praha-Barrandov

Dětské dopravní hřiště (německy Verkehrsgarten, „dopravní zahrada“) je plocha určená k dopravní výchově dětí. Je na ní umístěna zmenšená modelová síť ulic, silnic a chodníků s různými dopravními značkami a dopravními zařízeními, například světelnými semafory. Používají se zejména ke školou organizované dopravní výchově, ale některá dopravní hřiště jsou přístupná veřejnosti i individuálně. Na některých dopravních hřištích provozovatel zapůjčuje dětem jízdní kola nebo umožňuje použití jejich vlastních jízdních kol či koloběžek, někde probíhá výuka bez vozidel tak, že děti představující vozidla po vozovce pouze procházejí či probíhají. V západní Evropě je běžnější používat šlapací nebo elektrická autíčka.
První dětská dopravní hřiště vznikala již ve 30. letech 20. století, nedlouho po zavedení dopravního značení a silniční dopravní signalizace.

## Dětská dopravní hřiště v Česku a na Slovensku
Dopravní hřiště byla v Československu budována od počátku 80. let 20. století.
V Česku byl systém dopravní výchovy s jejich využitím nadále průběžně rozvíjen. Provozovateli dětských dopravních hřišť jsou základní a mateřské školy, autoškoly, domy dětí a mládeže a střediska volného času, AMK (Automotoklub), obce, Česká i městské policie i další subjekty včetně soukromých. Ve většině českých okresů je jedno nebo více dopravních hřišť, v Praze jich je devět.
Standardy dopravního vzdělávání počítají s tím, že základy pravidel silničního provozu by si dítě mělo osvojit nejpozději do 10 let věku, odkdy smí samostatně jezdit po pozemních komunikacích na jízdním kole. V rámci programu připraveného Ministerstvem dopravy ČR probíhá zpravidla ve čtvrtých třídách základních škol (případně ve třetí nebo páté třídě) systematický výcvik jízdy na kole, doporučují se dvě návštěvy třídy na dopravním hřišti v průběhu školního roku o celkovém rozsahu praktické výuky 5 hodin (například 3 hodiny na podzim a 2 hodiny na jaře). Po úspěšném završení teoretické i praktické výuky dítě dostává takzvaný „průkaz cyklisty“, který však je jen symbolický a nemá žádné právní dopady.
Na Slovensku počet dopravních hřišť klesl z 54 v roce 1989 na 34 v roce 2005. V roce 2005 byla vládními orgány přijata nová koncepce udělování licencí k dopravní výchově a v roce 2006 byly ministerstvem školství vyhlášeny podmínky pro získávání dotací pro provozovatele dopravních hřišť a poskytovatele dětské dopravní výchovy. Nové osnovy dopravní výchovy od roku 2005 předpokládají 2 hodiny praktické dopravní výchovy ročně v 1. až 3. třídě a 4 hodiny na dopravním hřišti během 4. třídy.